# Balta

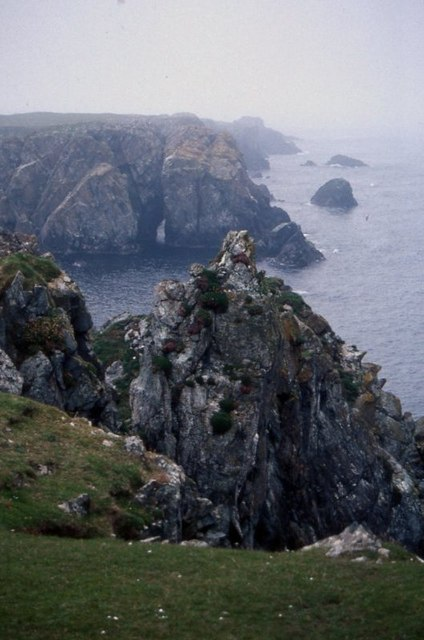
Vista de l'illa

Balta (Baltey en nòrdic antic) és una illa deshabitada d'Escòcia, forma part de l'arxipèlag de les Shetland. L'illa ocupa una superfície de 80 hectàrees i la seva altitud màxima sobre el nivell del mar és de 44 metres.
Entre els vestigis històrics de l'illa es poden trobar les ruïnes d'un broch (un tipus de fortificació) i d'una capella normanda. No hi ha proves d'assentaments més moderns a l'illa.
Un far, dissenyat per David Alan Stevenson, va ser construït en 1895 en l'extrem sud de l'illa. L'estructura va ser demolida l'any 2003, sent reemplaçada per un far alimentat per energia solar.